# Lhasa Stadium
Lhasa Cultural Sports Center Stadium, mais conhecido como Lhasa Stadium, é um estádio de futebol situado na cidade de Deyang, no Tibete, China sendo a casa da equipe de futebol Lhasa Chengtou FC.

Localizado a 3.658 m acima do nível do mar, ele figura na 6ª posição entre os estádios de futebol de maior altitude do mundo, sendo também o de maior altitude fora da América do Sul.